# Falsapseudes bowmani
Falsapseudes bowmani is een naaldkreeftjessoort uit de familie van de Apseudidae. De wetenschappelijke naam van de soort is voor het eerst geldig gepubliceerd in 1989 door Gutu & Iliffe.